# Roman Schaad
Roman Schaad, né le 30 juillet 1993 à Oberhallau est un fondeur suisse, spécialiste du sprint.

## Carrière
Actif dans les compétitions de la FIS depuis 2009, Schaad termine notamment quatrième du sprint aux Championnats du monde junior 2012 à Erzurum, puis fait ses débuts dans la Coupe du monde en décembre 2013 à l'occasion du sprint libre de Davos où il obtient la 10e place. Plus tard dans la saison, il est 9e à Toblach et médaillé de bronze aux Championnats du monde des moins de 23 ans à Val di Fiemme. Il obtient alors sa qualification pour les Jeux olympiques de Sotchi, où il n'arrive qu'à se classer 83e du sprint.
Il obtient sa première sélection en mondial en 2015 à Falun, pour se classer quinzième du sprint par équipes. Son meilleur résultat en championnat du monde date de 2019 avec une 24e place au sprint libre.
Il égale sa meilleure performance dans la Coupe du monde en décembre 2021 au sprint de Davos (9e).

## Palmarès

### Jeux olympiques
| Épreuve / Édition | Sprint | Sprint                           | 15 km                            | 15 km     | Skiathlon 2 × 15 km | 50 km | Relais | Relais    |
| Épreuve / Édition | libre  | classique                        | libre                            | classique | Skiathlon 2 × 15 km | 50 km | Sprint | 4 × 10 km |
| JO 2014 Sotchi    | 83e    | Épreuve inexistante à cette date | Épreuve inexistante à cette date | —         | —                   | —     | —      | —         |

### Championnats du monde
| Épreuve / Édition        | Sprint                           | Sprint                           | 15 km                            | 15 km                            | Skiathlon 2 × 15 km | 50 km | Relais | Relais    |
| Épreuve / Édition        | libre                            | classique                        | libre                            | classique                        | Skiathlon 2 × 15 km | 50 km | Sprint | 4 × 10 km |
| Mondiaux 2015 Falun      | Épreuve inexistante à cette date | —                                | —                                | Épreuve inexistante à cette date | —                   | -     | 15e    | —         |
| Mondiaux 2019 Seefeld    | 24e                              | Épreuve inexistante à cette date | Épreuve inexistante à cette date | —                                | —                   | -     | -      | —         |
| Mondiaux 2021 Oberstdorf | Épreuve inexistante à cette date | 53e                              | —                                | Épreuve inexistante à cette date | —                   |       | -      | —         |

Légende :
- : pas d'épreuve
- — : Non disputée par Schaad

### Coupe du monde
- Meilleur classement général : 54e en 2021.
- Meilleure performance individuelle : 9e.

#### Classements en Coupe du monde
| Année     | Classement général final | Classement distance | Classement sprint |
| 2013-2014 | 79e                      |                     | 34e               |
| 2014-2015 | 126e                     |                     | 71e               |
| 2015-2017 | 77e                      |                     | 37e               |
| 2016-2017 | 162e                     |                     | 91e               |
| 2017-2018 | 65e                      |                     | 29e               |
| 2018-2019 | 88e                      |                     | 46e               |
| 2019-2020 | 150e                     |                     | 92e               |
| 2020-2021 | 54e                      |                     | 19e               |

### Championnats du monde des moins de 23 ans
- Médaille de bronze en sprint libre en 2014 à Val di Fiemme.

### Championnats de Suisse
- Champion du sprint libre en 2016.